# Élections législatives nord-irlandaises de 2011
L' Élections législatives nord-irlandaises de 2011  a eu lieu de mardi 5 mai, à la suite de la dissolution de l'assemblée à minuit le 24 mars. C'est la quatrième élection à avoir lieu depuis 1998 et la première assemblée d'Irlande du Nord.
De même que lors des élections de 2007, le DUP et le Sinn Féin remportent la majorité des sièges, avec respectivement 38 et 29 représentants sur les 108 qui composent l'assemblée. L'UUP gagne 16 sièges, le SDLP 14, Alliance 8,tandis qu'un siège seulement est remporté par le parti vert, le TUV et un indépendant.

## Résultat par parti
| Parti                            | Dirigeant        | Candidats | Sièges gagnés | changement par rapport à 2007 | Voix    | pourcentage | Changement par rapport à 2007 |
| -------------------------------- | ---------------- | --------- | ------------- | ----------------------------- | ------- | ----------- | ----------------------------- |
| DUP                              | Peter Robinson   | 44        | 38 (37)       | +2                            | 198,436 | 29,3 %      | –0,1 %                        |
| Sinn Féin                        | Gerry Adams      | 40        | 29            | +1                            | 178,224 | 26,3 %      | +0,7 %                        |
| SDLP                             | Margaret Ritchie | 28        | 14            | –2                            | 94,286  | 13,9 %      | –1,0 %                        |
| UUP                              | Tom Elliott      | 29        | 16            | –2                            | 87,531  | 12,9 %      | –1,7 %                        |
| Alliance                         | David Ford       | 22        | 8             | +1                            | 50,875  | 7,7 %       | +2,5 %                        |
| TUV                              | Jim Allister     | 12        | 1             | +1                            | 16,480  | 2,4 %       | N/A                           |
| Green (NI)                       | Steven Agnew     | 6         | 1             | —                             | 6,031   | 0,9 %       | –0,8 %                        |
| Le Peuple avant le profit        | N/A              | 4         | -             |                               | 5,438   | 0,8 %       | +0,7 %                        |
| UKIP                             | Nigel Farage     | 6         | -             |                               | 4,152   | 0,6 %       | +0,4 %                        |
| PUP                              | Brian Ervine     | 1         | 0             | –1                            | 1,493   | 0,2 %       | –0,4 %                        |
| BNP                              | Nick Griffin     | 3         | -             |                               | 1,252   | 0,2 %       | N/A                           |
| Parti des travailleurs d'Irlande | Mick Finnegan    | 4         | -             |                               | 1,155   | 0,2 %       | +0,1 %                        |
| Socialist Party                  | N/A              | 3         | -             |                               | 819     | 0,1 %       | +0,1 %                        |
| Procapitalism                    | Charles Smyth    | 1         | -             |                               | 29      | 0,0 %       | +0,0 %                        |
| Indépendants                     | N/A              | 15        | 1             | —                             | 15,535  | 2,3 %       | –0,5 %                        |
| TOTAL                            |                  | 218       | 108           |                               | 661,736 |             |                               |

## Conséquences
À la suite des élections, Peter Robinson du DUP et Martin McGuinness du Sinn Féin ont été reconduits à leurs postes de premier ministre et vice-premier ministre, le 12 mai 2011. Le seul changement est la perte d'un ministère de l'UUP au profit du parti Alliance.